# Larry Sellers
Pour les articles homonymes, voir Sellers.
Larry Sellers, est un acteur américain né le 2 octobre 1949 à Pawhuska, Oklahoma, et mort dans cette ville le 9 décembre 2021.
Plus connu en tant que Nuage Dansant dans la série Docteur Quinn, femme médecin.
Il joue également « l'indien zarbi à moitié à poil » dans le film Wayne's World 2.

## Filmographie

### Film
| Year | Title                                                       | Role            |
| ---- | ----------------------------------------------------------- | --------------- |
| 2023 | Killers of the Flower Moon                                  | Non-Hon-Zhin-Ga |
| 2013 | Four Winds                                                  | ---------       |
| 2007 | Four Sheets to the Wind                                     | Cufe's Uncle    |
| 2006 | Sacred Blood                                                | The Baron       |
| 1999 | Dr. Quinn Medicine Woman: The Movie                         | Cloud Dancing   |
| 1996 | Crazy Horse                                                 | unknown         |
| 1995 | Skullduggery                                                | Indian          |
| 1994 | Lightning Jack                                              | Comanche Leader |
| 1993 | Wayne's World 2                                             | Naked Indian    |
| 1993 | Fugitive Nights: Danger in the Desert                       | Vega            |
| 1991 | Son of the Morning Star                                     | unknown         |
| 1987 | Kenny Rogers as The Gambler, Part III: The Legend Continues | 1st Indian      |
| 1987 | Like Father Like Son                                        | Navajo Helper   |
| 1987 | The Quick and the Dead                                      | Running Wolf    |
| 1987 | Assassination                                               | Indian Joe      |
| 1986 | Agent on Ice                                                | Hubbards        |
| 1985 | Revolution                                                  | Honchwah        |

### Télévision
| Année     | Titre                                     | Rôle                                      |
| --------- | ----------------------------------------- | ----------------------------------------- |
| 2002      | Les Soprano                               | Professeur Del Redclay                    |
| 1993-1998 | Docteur Quinn, femme médecin              | Nuage Dansant                             |
| 1995      | Beverly Hills                             | 1) Le Cheyenne 2) Sheriff Al Whitefeather |
| 1995      | Hawkeye                                   | Tog-wah                                   |
| 1994      | Walker, Texas Ranger                      | Tom Running Wolf                          |
| 1989      | Corky, un adolescent pas comme les autres | Mythic Indian                             |
| 1986      | Crime Story                               | Indian 'Billy Running Bird'               |